# 주한 월남 공화국 대사관
주한 월남 공화국 대사관(베트남어: Đại sứ quán Việt Nam Cộng hòa tại Hàn Quốc) 또는 주한 남베트남 대사관, 주한 베트남 공화국 대사관은 베트남 공화국(남베트남) 정부가 대한민국 서울특별시 용산구 한남동 33-1번지(1975년 당시 주소)에 설치했던 대사관이다. 1956년에 대한민국과의 외교 관계 수립과 함께 설치되었으나 1975년에 베트남 전쟁의 종전과 함께 베트남 공화국이 소멸되면서 폐쇄되었다.

## 역사
1955년 10월 25일에 바오다이를 권좌에서 몰아낸 응오딘지엠이 베트남 공화국의 수립을 선포했다. 이에 대한민국 정부에서는 1955년 10월 27일에 베트남 공화국을 주권 국가로 승인했다.
베트남 공화국은 1956년 5월 23일에 대한민국과 공사급 외교 관계를 수립했으며 1956년 6월 28일에 대한민국 서울에 주한 월남 공화국 공사관을 설립했다. 1958년 3월 1일을 기해 베트남 공화국과 대한민국 간의 외교 관계가 대사급으로 격상되면서 대한민국 주재 공관 명칭도 주한 월남 공화국 대사관으로 바뀌었다.
1956년에 설립될 당시에는 서울특별시 서대문구 충정로1가 1번지에 있었으나 1967년 10월에 서울특별시 중구 회현동 2-94번지(충무로2가 24)에 위치한 흥아빌딩 3층으로 사무실을 이전했다. 1974년 10월에는 서울특별시 용산구 한남동 33-1번지로 사무실을 이전했다. 그러나 1975년 4월 30일에 일어난 사이공 함락과 함께 베트남 전쟁이 베트남 민주공화국(북베트남)의 승리로 끝나고 베트남 공화국이 소멸되었다. 이에 따라 1975년 5월 17일을 기해 주한 월남 공화국 대사관이 폐쇄되었다. 또한 주한 월남 공화국 대사관 사무실, 대사 관저를 비롯한 베트남 공화국 정부 소유 재산이 대한민국 정부에 인계되었다.

## 역대 대사
- 제1대 공사: 즈엉반득 (Dương Văn Đức, 1956년 6월 16일 ~ 1957년 7월 10일)
- 임시대리공사: 응우옌꾸이아인 (Nguyễn Quí Anh, 1957년 8월 7일 ~ 1958년 3월 1일)
- 임시대리대사: 응우옌꾸이아인 (Nguyễn Quí Anh, 1958년 3월 1일 ~ 1964년 1월)
- 임시대리대사: 응오똔닷 (Ngô Tôn Đạt, 1964년 2월 ~ 1966년 2월 1일)
- 제1대 대사: 응오똔닷 (Ngô Tôn Đạt, 1966년 2월 1일 ~ 1967년 6월 1일)
- 제2대 대사: 도까오찌 (Đỗ Cao Trí, 1967년 7월 24일 ~ 1968년 7월 9일)
- 임시대리대사: 당응옥지에우 (Đặng Ngọc Diêu, 1968년 7월 ~ 1969년 5월)
- 제3대(마지막) 대사: 팜쑤언찌에우 (Phạm Xuân Chiểu, 1969년 5월 19일 ~ 1975년 5월 17일)

## 같이 보기
- 대한민국-베트남 관계
- 주월남 공화국 대한민국 대사관
- 대한민국 주재 외국공관 목록
- 주한 베트남 대사관